# Bioule
Bioule est une commune française, située dans l'est du département de Tarn-et-Garonne en région Occitanie.
Sur le plan historique et culturel, la commune est dans le Pays Montalbanais, correspondant à la partie méridionale du Quercy.
Exposée à un climat océanique altéré, elle est drainée par l'Aveyron, le ruisseau de Rieumet et par divers autres petits cours d'eau. La commune possède un patrimoine naturel remarquable : un site Natura 2000 (Les « vallées du Tarn, de l'Aveyron, du Viaur, de l'Agout et du Gijou »), un espace protégé (le « cours de la Garonne, de l'Aveyron, du Viaur et du Tarn ») et trois zones naturelles d'intérêt écologique, faunistique et floristique.
Bioule est une commune rurale qui compte 1 194 habitants en 2022, après avoir connu une forte hausse de la population depuis 1975.  Elle fait partie de l'aire d'attraction de Montauban. Ses habitants sont appelés les Bioulais ou  Bioulaises.

## Géographie

### Localisation
Commune située dans le Quercy à 3 km au nord-est de Nègrepelisse au sud de Caussade.

### Communes limitrophes
Les communes limitrophes sont  Caussade, Cayrac, Montricoux, Nègrepelisse et Réalville.
| Réalville | Caussade     |            |
| Cayrac    | Bioule       | Montricoux |
|           | Nègrepelisse |            |

### Hydrographie

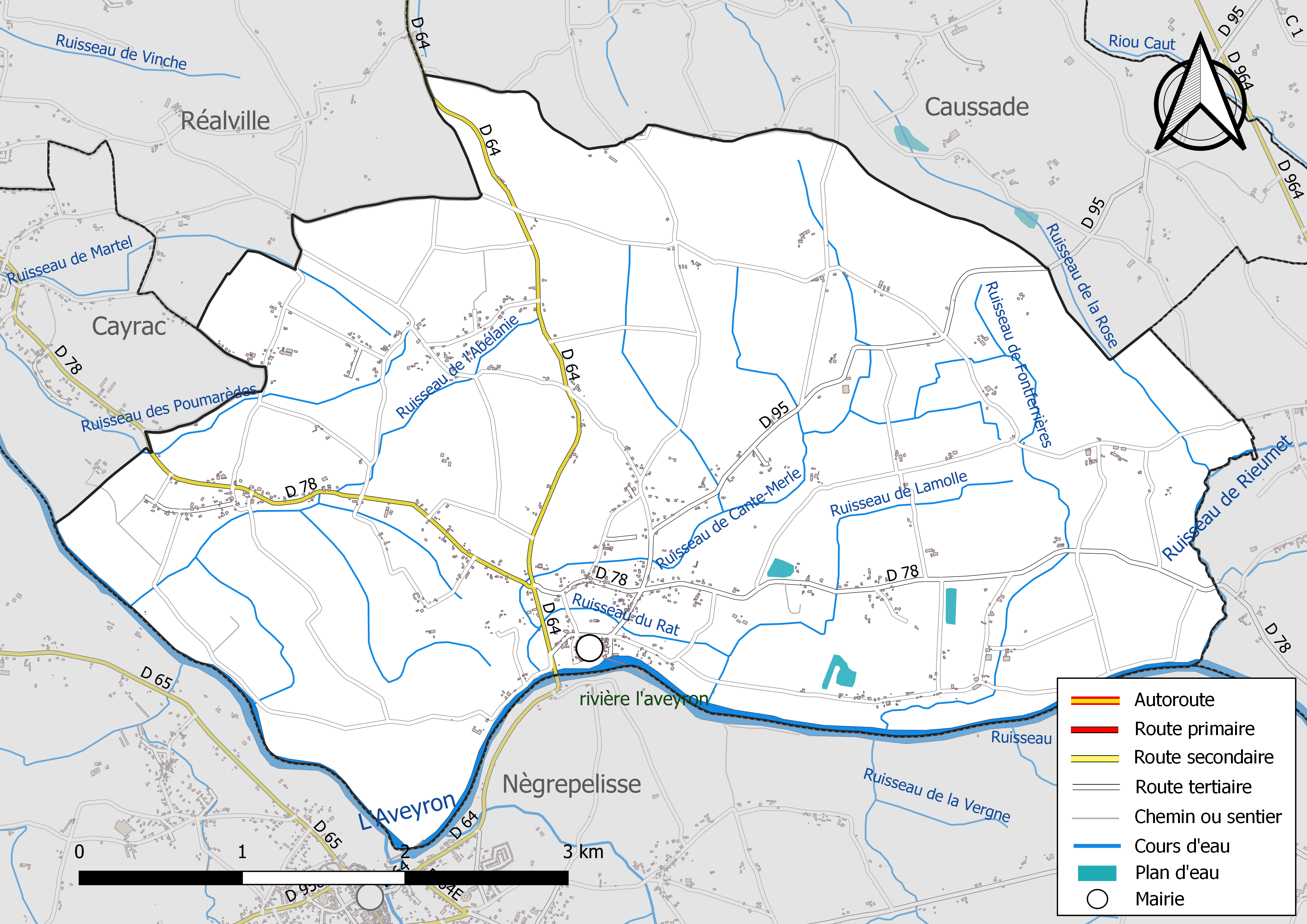
Réseaux hydrographique et routier de Bioule.

La commune est dans le bassin versant de la Garonne, au sein du bassin hydrographique Adour-Garonne. Elle est drainée par l'Aveyron, le ruisseau de Rieumet, le ruisseau de Cante-Merle, le ruisseau de Fontferrières, le ruisseau de l'Abélanie, le ruisseau de Lamolle, le ruisseau de la Rose, le ruisseau de Martel, le ruisseau des Poumarèdes, le ruisseau du Rat, le ruisseau Riounègre et par divers petits cours d'eau, constituant un réseau hydrographique de 33 km de longueur totale,.
L'Aveyron, d'une longueur totale de 291 km, prend sa source dans la commune de Sévérac d'Aveyron et s'écoule d'est en ouest. Il traverse la commune et se jette dans le Tarn à Barry-d'Islemade, après avoir traversé 60 communes.

### Climat
Pour des articles plus généraux, voir Climat de l'Occitanie et Climat de Tarn-et-Garonne.
En 2010, le climat de la commune est de type climat du Bassin du Sud-Ouest, selon une étude du Centre national de la recherche scientifique s'appuyant sur une série de données couvrant la période 1971-2000. En 2020, Météo-France publie une typologie des climats de la France métropolitaine dans laquelle la commune est exposée à un climat océanique altéré et est dans la région climatique Aquitaine, Gascogne, caractérisée par une pluviométrie abondante au printemps, modérée en automne, un faible ensoleillement au printemps, un été chaud (19,5 °C), des vents faibles, des brouillards fréquents en automne et en hiver et des orages fréquents en été (15 à 20 jours).
Pour la période 1971-2000, la température annuelle moyenne est de 13,3 °C, avec une amplitude thermique annuelle de 16 °C. Le cumul annuel moyen de précipitations est de 766 mm, avec 10 jours de précipitations en janvier et 5,8 jours en juillet. Pour la période 1991-2020, la température moyenne annuelle observée sur la station météorologique installée sur la commune est de 13,9 °C et le cumul annuel moyen de précipitations est de 737,9 mm. 
La température maximale relevée sur cette station est de 41,9 °C, atteinte le 26 août 2010 ; la température minimale est de −15,1 °C, atteinte le 6 février 2012,,.
| Mois                                  | jan.          | fév.           | mars           | avril         | mai           | juin         | jui.          | août          | sep.          | oct.          | nov.          | déc.          | année      |
| ------------------------------------- | ------------- | -------------- | -------------- | ------------- | ------------- | ------------ | ------------- | ------------- | ------------- | ------------- | ------------- | ------------- | ---------- |
| Température minimale moyenne (°C)     | 1,4           | 0,5            | 3,1            | 6,4           | 9,9           | 13,9         | 15            | 14,4          | 11,1          | 8,4           | 4,6           | 1,6           | 7,5        |
| Température moyenne (°C)              | 5,7           | 6,3            | 9,7            | 13,3          | 16,7          | 21           | 22,5          | 22,1          | 18,9          | 15            | 9,7           | 6,2           | 13,9       |
| Température maximale moyenne (°C)     | 10,1          | 12,1           | 16,3           | 20,2          | 23,4          | 28,1         | 29,9          | 29,8          | 26,7          | 21,5          | 14,7          | 10,7          | 20,3       |
| Record de froid (°C) date du record   | −9,5 19.01.17 | −15,1 06.02.12 | −10,5 01.03.05 | −4,5 08.04.21 | −1,7 06.05.19 | 4,5 01.06.06 | 6,5 15.07.16  | 6,6 30.08.09  | 1 25.09.02    | −4 25.10.03   | −9,5 18.11.07 | −9,4 26.12.10 | −15,1 2012 |
| Record de chaleur (°C) date du record | 19,5 24.01.18 | 25,7 27.02.19  | 27,9 31.03.21  | 32 30.04.05   | 34 25.05.17   | 41 27.06.19  | 41,2 30.07.20 | 41,9 26.08.10 | 37,9 12.09.16 | 32,4 02.10.11 | 25,6 02.11.11 | 20 05.12.06   | 41,9 2010  |
| Précipitations (mm)                   | 75,2          | 50,6           | 62,9           | 72,2          | 71,4          | 60,3         | 44,1          | 63,5          | 41,6          | 64,4          | 65,7          | 66            | 737,9      |

| Diagramme climatique                                  |             |             |             |             |              |            |              |              |             |             |           |
| J                                                     | F           | M           | A           | M           | J            | J          | A            | S            | O           | N           | D         |
| 10,11,475,2                                           | 12,10,550,6 | 16,33,162,9 | 20,26,472,2 | 23,49,971,4 | 28,113,960,3 | 29,91544,1 | 29,814,463,5 | 26,711,141,6 | 21,58,464,4 | 14,74,665,7 | 10,71,666 |
| Moyennes : • Temp. maxi et mini °C • Précipitation mm |             |             |             |             |              |            |              |              |             |             |           |

Les paramètres climatiques de la commune ont été estimés pour le milieu du siècle (2041-2070) selon différents scénarios d'émission de gaz à effet de serre à partir des nouvelles projections climatiques de référence DRIAS-2020. Ils sont consultables sur un site dédié publié par Météo-France en novembre 2022.

### Milieux naturels et biodiversité

#### Espaces protégés
La protection réglementaire est le mode d’intervention le plus fort pour préserver des espaces naturels remarquables et leur biodiversité associée,.
Un  espace protégé est présent sur la commune : 
le « cours de la Garonne, de l'Aveyron, du Viaur et du Tarn », objet d'un arrêté de protection de biotope, d'une superficie de 1 262,3 ha.

#### Réseau Natura 2000

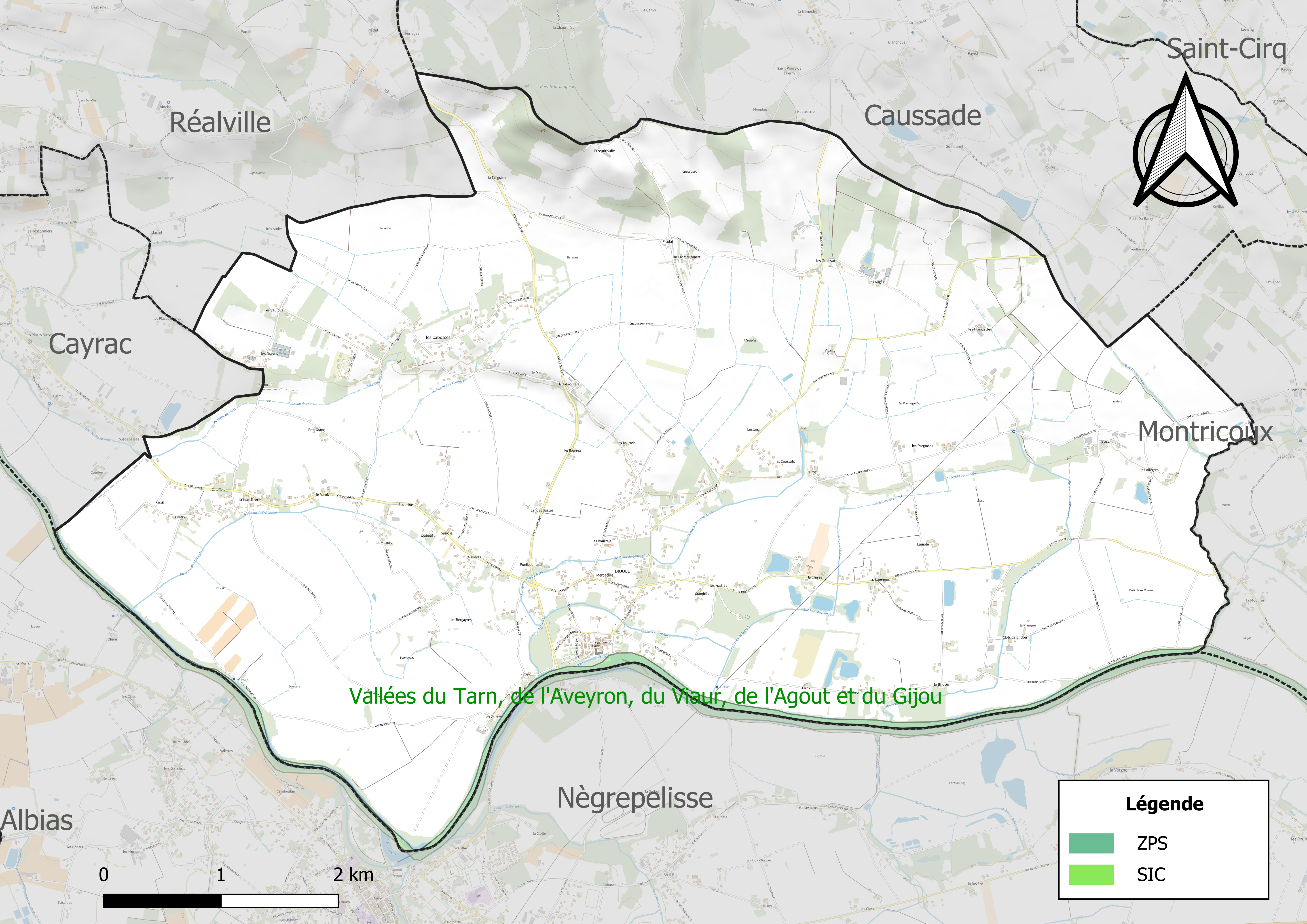
Site Natura 2000 sur le territoire communal.

Le réseau Natura 2000 est un réseau écologique européen de sites naturels d'intérêt écologique élaboré à partir des directives habitats et oiseaux, constitué de zones spéciales de conservation (ZSC) et de zones de protection spéciale (ZPS).
Un site Natura 2000 a été défini sur la commune au titre de la directive habitats : Les « vallées du Tarn, de l'Aveyron, du Viaur, de l'Agout et du Gijou », d'une superficie de 17 144 ha, s'étendant sur 136 communes dont 41 dans l'Aveyron, 8 en Haute-Garonne, 50 dans le Tarn et 37 dans le Tarn-et-Garonne. Elles présentent une très grande diversité d'habitats et d'espèces dans ce vaste réseau de cours d'eau et de gorges. La présence de la Loutre d'Europe et de la moule perlière d'eau douce est également d'un intérêt majeur.

#### Zones naturelles d'intérêt écologique, faunistique et floristique
L’inventaire des zones naturelles d'intérêt écologique, faunistique et floristique (ZNIEFF) a pour objectif de réaliser une couverture des zones les plus intéressantes sur le plan écologique, essentiellement dans la perspective d’améliorer la connaissance du patrimoine naturel national et de fournir aux différents décideurs un outil d’aide à la prise en compte de l’environnement dans l’aménagement du territoire.
Deux ZNIEFF de type 1 sont recensées sur la commune :
le « bois de la Tanguine » (173 ha), couvrant 2 communes du département, et 
la « rivière Aveyron » (3 500 ha), couvrant 63 communes dont 38 dans l'Aveyron, cinq dans le Tarn et 20 dans le Tarn-et-Garonne
et une ZNIEFF de type 2, : 
la « vallée de l' Aveyron » (14 644 ha), couvrant 68 communes dont 41 dans l'Aveyron, cinq dans le Tarn et 22 dans le Tarn-et-Garonne.

Carte des ZNIEFF de type 1 et 2 à Bioule.
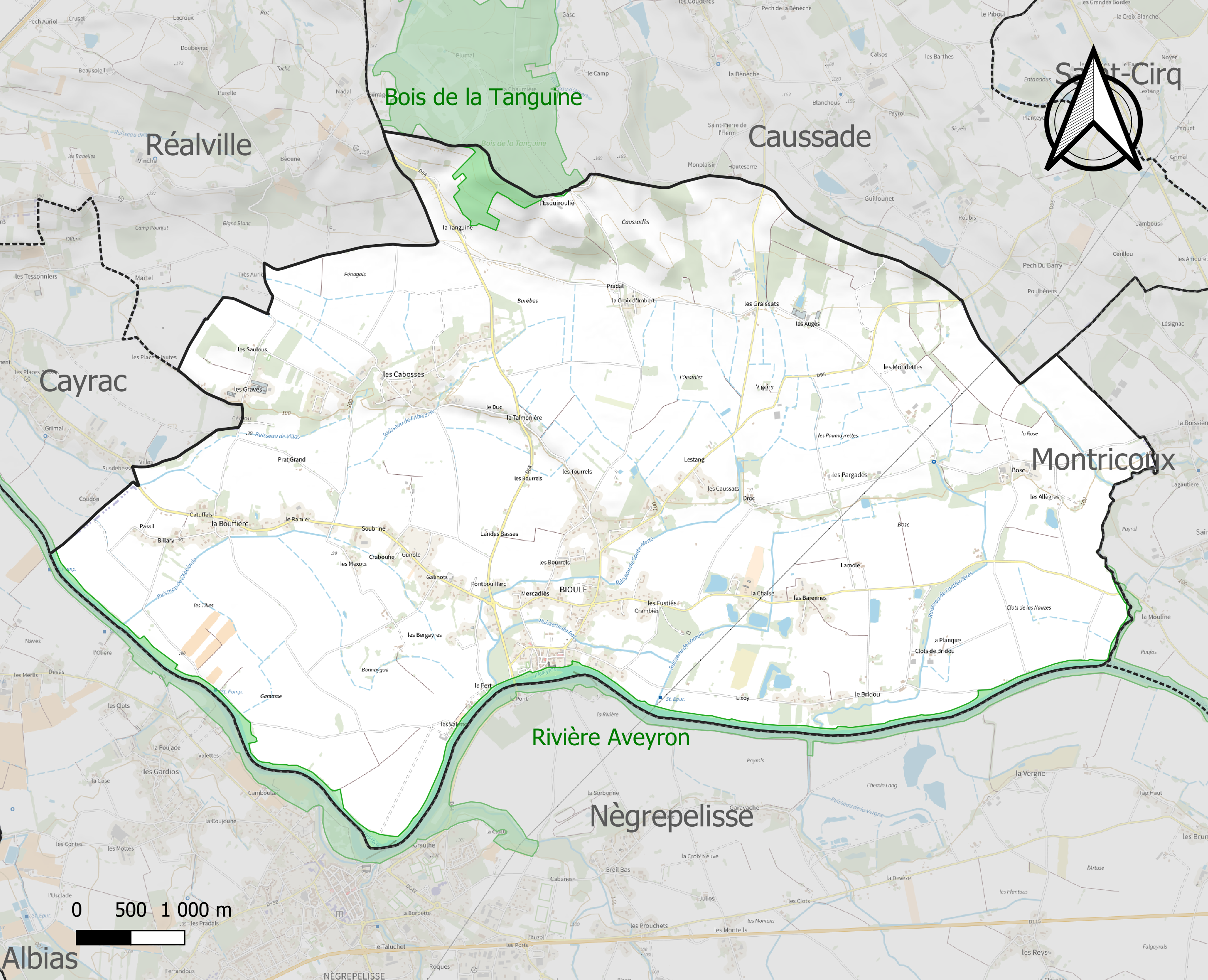
Carte des ZNIEFF de type 1 sur la commune.
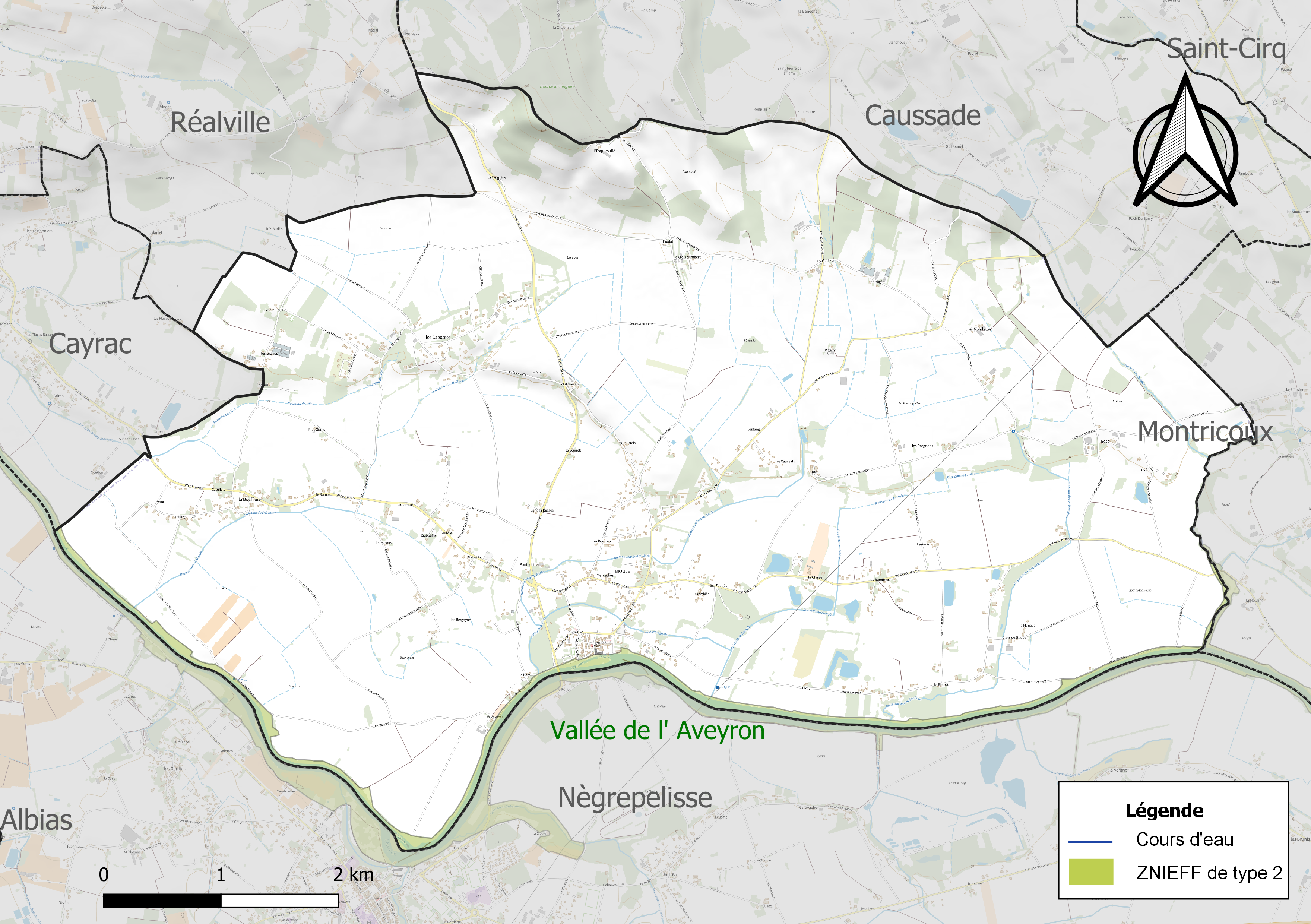
Carte de la ZNIEFF de type 2 sur la commune.

## Urbanisme

### Typologie
Au 1er janvier 2024, Bioule est catégorisée commune rurale à habitat dispersé, selon la nouvelle grille communale de densité à sept niveaux définie par l'Insee en 2022.
Elle est située hors unité urbaine. Par ailleurs la commune fait partie de l'aire d'attraction de Montauban, dont elle est une commune de la couronne,. Cette aire, qui regroupe 50 communes, est catégorisée dans les aires de 50 000 à moins de 200 000 habitants,.

### Occupation des sols
L'occupation des sols de la commune, telle qu'elle ressort de la base de données européenne d’occupation biophysique des sols Corine Land Cover (CLC), est marquée par l'importance des territoires agricoles (98,4 % en 2018), une proportion identique à celle de 1990 (98,4 %). La répartition détaillée en 2018 est la suivante : 
terres arables (74,9 %), zones agricoles hétérogènes (21,5 %), cultures permanentes (2 %), forêts (1,6 %). L'évolution de l’occupation des sols de la commune et de ses infrastructures peut être observée sur les différentes représentations cartographiques du territoire : la carte de Cassini (XVIIIe siècle), la carte d'état-major (1820-1866) et les cartes ou photos aériennes de l'IGN pour la période actuelle (1950 à aujourd'hui).

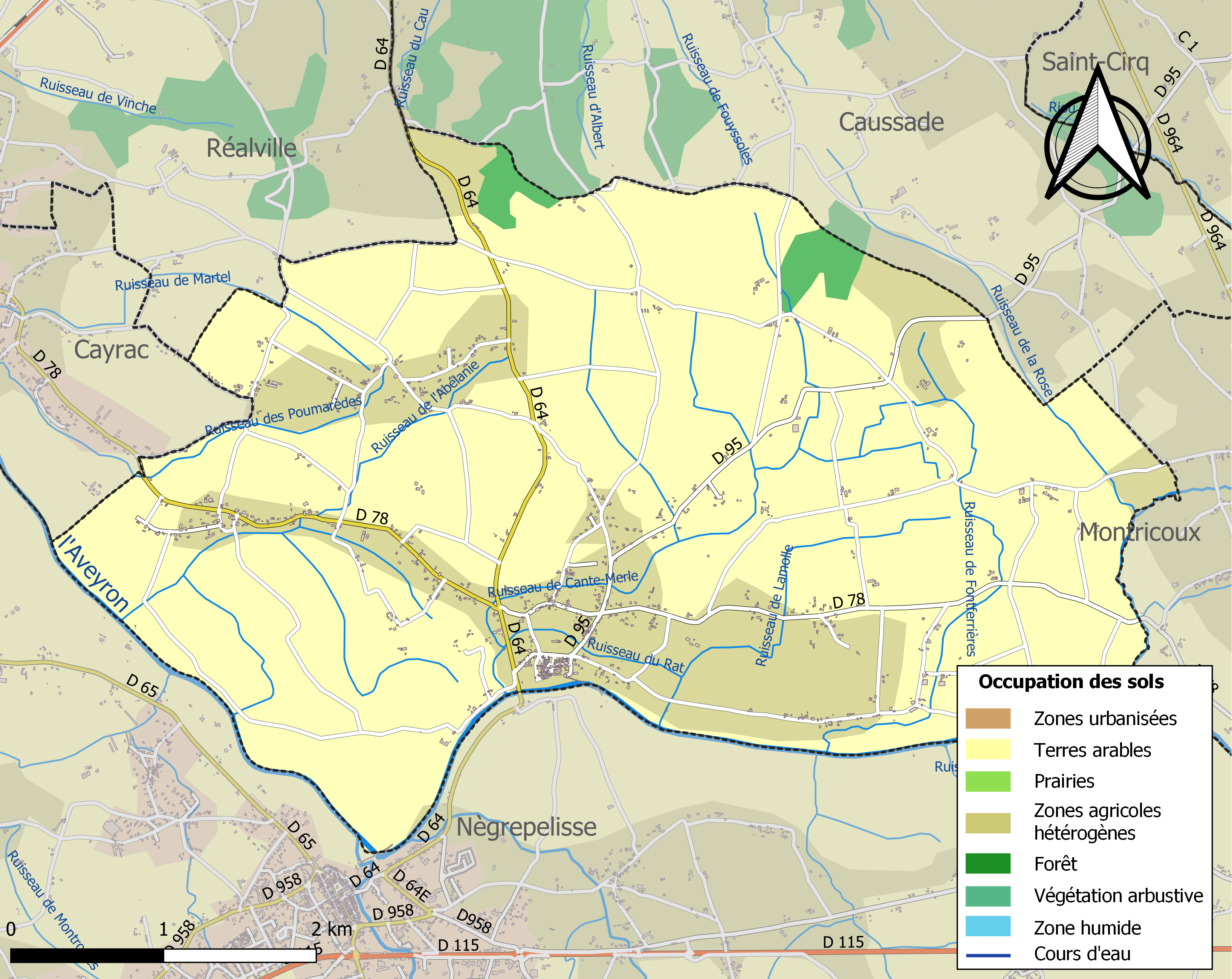
Carte des infrastructures et de l'occupation des sols de la commune en 2018 (CLC).

### Risques majeurs
Le territoire de la commune de Bioule est vulnérable à différents aléas naturels : météorologiques (tempête, orage, neige, grand froid, canicule ou sécheresse), inondations, mouvements de terrains et séisme (sismicité très faible). Il est également exposé à deux risques technologiques,  le transport de matières dangereuses et la rupture d'un barrage. Un site publié par le BRGM permet d'évaluer simplement et rapidement les risques d'un bien localisé soit par son adresse soit par le numéro de sa parcelle.

#### Risques naturels
Certaines parties du territoire communal sont susceptibles d’être affectées par le risque d’inondation par débordement de cours d'eau, notamment l'Aveyron. La cartographie des zones inondables en ex-Midi-Pyrénées réalisée dans le cadre du XIe Contrat de plan État-région, visant à informer les citoyens et les décideurs sur le risque d’inondation, est accessible sur le site de la DREAL Occitanie. La commune a été reconnue en état de catastrophe naturelle au titre des dommages causés par les inondations et coulées de boue survenues en 1982, 1999, 2001, 2006 et 2021,.
Bioule est exposée au risque de feu de forêt. Le département de Tarn-et-Garonne présentant toutefois globalement un niveau d’aléa moyen à faible très localisé, aucun Plan départemental de protection des forêts contre les risques d’incendie de forêt (PFCIF) n'a été élaboré. Le débroussaillement aux abords des maisons constitue l’une des meilleures protections pour les particuliers contre le feu,.

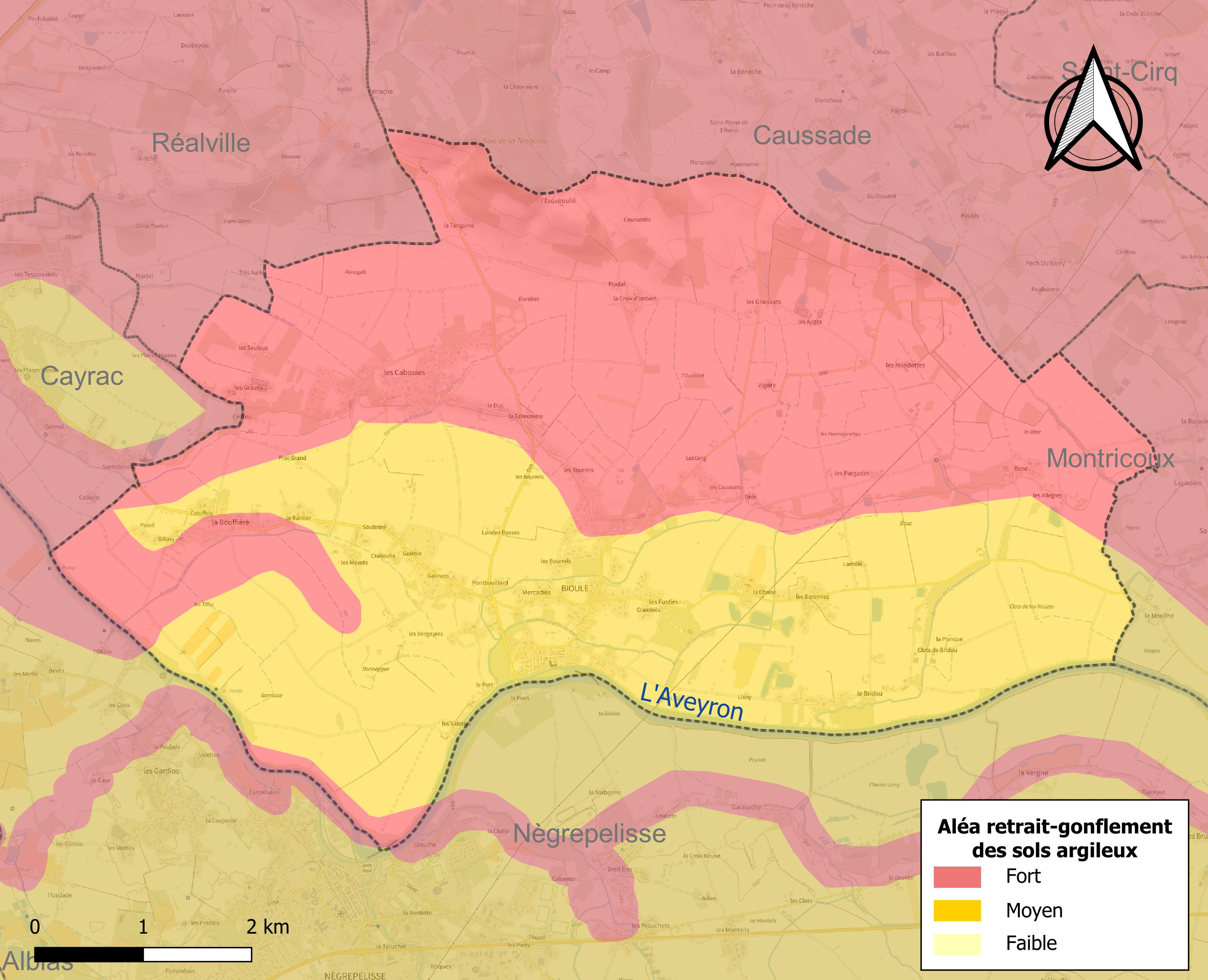
Carte des zones d'aléa retrait-gonflement des sols argileux de Bioule.

Les mouvements de terrains susceptibles de se produire sur la commune sont des tassements différentiels.
Le retrait-gonflement des sols argileux est susceptible d'engendrer des dommages importants aux bâtiments en cas d’alternance de périodes de sécheresse et de pluie. La totalité de la commune est en aléa moyen ou fort (92 % au niveau départemental et 48,5 % au niveau national). Sur les 477 bâtiments dénombrés sur la commune en 2019, 477 sont en aléa moyen ou fort, soit 100 %, à comparer aux 96 % au niveau départemental et 54 % au niveau national. Une cartographie de l'exposition du territoire national au retrait gonflement des sols argileux est disponible sur le site du BRGM,.
Par ailleurs, afin de mieux appréhender le risque d’affaissement de terrain, l'inventaire national des cavités souterraines permet de localiser celles situées sur la commune.
Concernant les mouvements de terrains, la commune a été reconnue en état de catastrophe naturelle au titre des dommages causés par la sécheresse en 1989, 1992, 2002, 2003 et 2011 et par des mouvements de terrain en 1999.

#### Risques technologiques
Le risque de transport de matières dangereuses sur la commune est lié à sa traversée par des infrastructures routières ou ferroviaires importantes ou la présence d'une canalisation de transport d'hydrocarbures. Un accident se produisant sur de telles infrastructures est susceptible d’avoir des effets graves sur les biens, les personnes ou l'environnement, selon la nature du matériau transporté. Des dispositions d’urbanisme peuvent être préconisées en conséquence.
La commune est en outre située en aval du barrage de Pareloup, un ouvrage de classe A dans l'Aveyron sur les rivières Aveyron et Viaur, disposant d'une retenue de 169 millions de mètres cubes. À ce titre elle est susceptible d’être touchée par l’onde de submersion consécutive à la rupture de cet ouvrage.

## Histoire

### Héraldique
| Bioule | Son blasonnement est : Écartelé d'azur à la tour d'argent et d'argent fretté de gueules. |

## Politique et administration

### Liste des maires
| Période           | Période           | Identité                   | Étiquette | Qualité |
| ----------------- | ----------------- | -------------------------- | --------- | ------- |
| 1790              | 1792              | François THERON            |           |         |
| 8 mai 1792        | 22 septembre 1792 | Jean-Pierre BREUGNIER      |           |         |
| 23 septembre 1792 | 8 décembre 1792   | Pierre BIARGUES            |           |         |
| 9 décembre 1792   | 1811              | Bernard RESEIGUIE          |           |         |
| 1811              | 1812              | François THERON            |           |         |
| 1812              | 22 janvier 1835   | Jean BIARGUES              |           |         |
| 22 janvier 1835   | 5 février 1835    | Jean DURBAN                |           |         |
| 6 février 1835    | 1848              | Jean DURBAN                |           |         |
| 1846              | 1848              | Jean-Pierre DURBAN         |           |         |
| 9 avril 1848      | 12 août 1848      | Victor RAYNAL              |           |         |
| 12 août 1848      | 1876              | Jacques-Marie Félix BESSEY |           |         |
| 1876              | 1897              | Paul BESSEY                |           |         |
| 1897              | 1919              | Guillaume REMEZY           |           |         |
| 1919              | 1935              | Louis DAVID                |           |         |
| 1935              | 1944              | Jacques BESSEY de BOISSY   |           |         |
| 1944              | 1950              | Pierre BONNET              |           |         |
| 1950              | 1954              | Albert BROUSSE             |           |         |
| 1954              | 1965              | Antonin TACHE              |           |         |
| 1965              | 1971              | Sylvain SALACROUX          |           |         |
| 1971              | 1977              | Maurice PICHAUD            |           |         |
| 1977              | 1980              | Zoël FENIE                 |           |         |
| 1980              | 1989              | Jean-Marie MALBRANQUE      |           |         |
| 1989              | 2001              | André VALIERES             |           |         |
| 2001              | 2006              | Gabriel SERRA              | PR        |         |
| 2014              | En cours          | Gabriel SERRA              | PR        |         |

Les maires sont élus par les conseillers municipaux élus par les citoyens de la commune.

## Démographie
L'évolution du nombre d'habitants est connue à travers les recensements de la population effectués dans la commune depuis 1793. Pour les communes de moins de 10 000 habitants, une enquête de recensement portant sur toute la population est réalisée tous les cinq ans, les populations de référence des années intermédiaires étant quant à elles estimées par interpolation ou extrapolation. Pour la commune, le premier recensement exhaustif entrant dans le cadre du nouveau dispositif a été réalisé en 2005.

En 2022, la commune comptait 1 194 habitants, en évolution de +7,76 % par rapport à 2016 (Tarn-et-Garonne : +3,12 %, France hors Mayotte : +2,11 %).
| 1793  | 1800  | 1806  | 1821  | 1831  | 1836  | 1841  | 1846  | 1851  |
| ----- | ----- | ----- | ----- | ----- | ----- | ----- | ----- | ----- |
| 1 200 | 1 158 | 1 212 | 1 226 | 1 251 | 1 235 | 1 186 | 1 216 | 1 248 |

| 1856  | 1861  | 1866  | 1872  | 1876  | 1881  | 1886  | 1891 | 1896 |
| ----- | ----- | ----- | ----- | ----- | ----- | ----- | ---- | ---- |
| 1 137 | 1 126 | 1 103 | 1 082 | 1 087 | 1 028 | 1 014 | 974  | 940  |

| 1901 | 1906 | 1911 | 1921 | 1926 | 1931 | 1936 | 1946 | 1954 |
| ---- | ---- | ---- | ---- | ---- | ---- | ---- | ---- | ---- |
| 859  | 843  | 759  | 716  | 722  | 734  | 690  | 673  | 728  |

| 1962 | 1968 | 1975 | 1982 | 1990 | 1999 | 2005 | 2006 | 2010  |
| ---- | ---- | ---- | ---- | ---- | ---- | ---- | ---- | ----- |
| 739  | 647  | 637  | 658  | 674  | 765  | 845  | 878  | 1 055 |

| 2015  | 2020  | 2022  | - | - | - | - | - | - |
| ----- | ----- | ----- | - | - | - | - | - | - |
| 1 101 | 1 164 | 1 194 | - | - | - | - | - | - |

## Économie

### Revenus
En 2018, la commune compte 451 ménages fiscaux, regroupant 1 159 personnes. La médiane du revenu disponible par unité de consommation est de 21 310 € (20 140 € dans le département).

### Emploi
|                | 2008  | 2013   | 2018   |
| -------------- | ----- | ------ | ------ |
| Commune        | 5,4 % | 5,9 %  | 5,4 %  |
| Département    | 8,4 % | 10,2 % | 10,3 % |
| France entière | 8,3 % | 10 %   | 10 %   |

En 2018, la population âgée de 15 à 64 ans s'élève à 699 personnes, parmi lesquelles on compte 78,2 % d'actifs (72,7 % ayant un emploi et 5,4 % de chômeurs) et 21,8 % d'inactifs,. Depuis 2008, le taux de chômage communal (au sens du recensement) des 15-64 ans est inférieur à celui de la France et du département.
La commune fait partie de la couronne de l'aire d'attraction de Montauban, du fait qu'au moins 15 % des actifs travaillent dans le pôle,. Elle compte 108 emplois en 2018, contre 112 en 2013 et 106 en 2008. Le nombre d'actifs ayant un emploi résidant dans la commune est de 515, soit un indicateur de concentration d'emploi de 21 % et un taux d'activité parmi les 15 ans ou plus de 60,5 %.
Sur ces 515 actifs de 15 ans ou plus ayant un emploi, 73 travaillent dans la commune, soit 14 % des habitants. Pour se rendre au travail, 91,3 % des habitants utilisent un véhicule personnel ou de fonction à quatre roues, 1,3 % les transports en commun, 4,4 % s'y rendent en deux-roues, à vélo ou à pied et 3 % n'ont pas besoin de transport (travail au domicile).

### Activités hors agriculture

#### Secteurs d'activités
60 établissements sont implantés  à Bioule au 31 décembre 2019. Le tableau ci-dessous en détaille le nombre par secteur d'activité et compare les ratios avec ceux du département,.
| Secteur d'activité                                                                                        | Commune | Commune | Département |
| Secteur d'activité                                                                                        | Nombre  | %       | %           |
| --- | ------- | ------- | ----------- |
| Ensemble                                                                                                  | 60      |         |             |
| Industrie manufacturière, industries extractives et autres                                                | 7       | 11,7 %  | (9,6 %)     |
| Construction                                                                                              | 10      | 16,7 %  | (14,9 %)    |
| Commerce de gros et de détail, transports, hébergement et restauration                                    | 14      | 23,3 %  | (29,7 %)    |
| Information et communication                                                                              | 3       | 5 %     | (1,9 %)     |
| Activités spécialisées, scientifiques et techniques et activités de services administratifs et de soutien | 14      | 23,3 %  | (14,1 %)    |
| Administration publique, enseignement, santé humaine et action sociale                                    | 6       | 10 %    | (13,6 %)    |
| Autres activités de services                                                                              | 6       | 10 %    | (9,3 %)     |

Le secteur des activités spécialisées, scientifiques et techniques et des activités de services administratifs et de soutien est prépondérant sur la commune puisqu'il représente 23,3 % du nombre total d'établissements de la commune (14 sur les 60 entreprises implantées  à Bioule), contre 14,1 % au niveau départemental.

#### Entreprises et commerces
L'entreprise ayant son siège social sur le territoire communal qui génère le plus de chiffre d'affaires en 2020 est : 
- Art Scene Productions, arts du spectacle vivant (141 k€)

### Agriculture
La commune est dans le « Bas-Quercy de Montpezat », une petite région agricole couvrant une bande nord  du département de Tarn-et-Garonne. En 2020, l'orientation technico-économique de l'agriculture  sur la commune est la polyculture et/ou le polyélevage. 
|               | 1988  | 2000  | 2010  | 2020  |
| ------------- | ----- | ----- | ----- | ----- |
| Exploitations | 69    | 53    | 34    | 42    |
| SAU (ha)      | 1 553 | 1 457 | 1 255 | 1 677 |

Le nombre d'exploitations agricoles en activité et ayant leur siège dans la commune est passé de 69 lors du recensement agricole de 1988  à 53 en 2000 puis à 34 en 2010 et enfin à 42 en 2020, soit une baisse de 39 % en 32 ans. Le même mouvement est observé à l'échelle du département qui a perdu pendant cette période 57 % de ses exploitations,. La surface agricole utilisée sur la commune a quant à elle augmenté, passant de 1 553 ha en 1988 à 1 677 ha en 2020. Parallèlement la surface agricole utilisée moyenne par exploitation a augmenté, passant de 23 à 40 ha.

## Culture locale et patrimoine

### Lieux et monuments
- Église Saint-Pierre-et-Saint-Roch de Bioule construite en 1876 par l'architecte diocésain Théodore Olivier dans le style néogothique. Elle a été consacrée le 1er juin 1878 Les peintures décoratives ont été exécutées par le peintre Gaillard-Lala[43].
- Chapelle du château de Bioule.
- Temple protestant réalisé entre 1881 et 1882[44].
- Château de Bioule reconstruit en brique à partir de 1329 sur des soubassements en pierre appartenant à des édifices antérieurs. Il est lié à la famille de Cardaillac. En 1344, le capitaine Hugues IV de Cardaillac-Bioule a rédigé un document concernant la défense de la ville. Ce document est un des premiers à mentionner l'usage des armes à feu. Depuis 1889, le château accueille l'école publique de la ville[45]. La chapelle du château est probablement l'ancienne église paroissiale dédiée à saint Sauveur. Quand le château a été remanié, elle a été transformée en chapelle funéraire des Cardaillac et a reçu un décor peint en 1378[46].

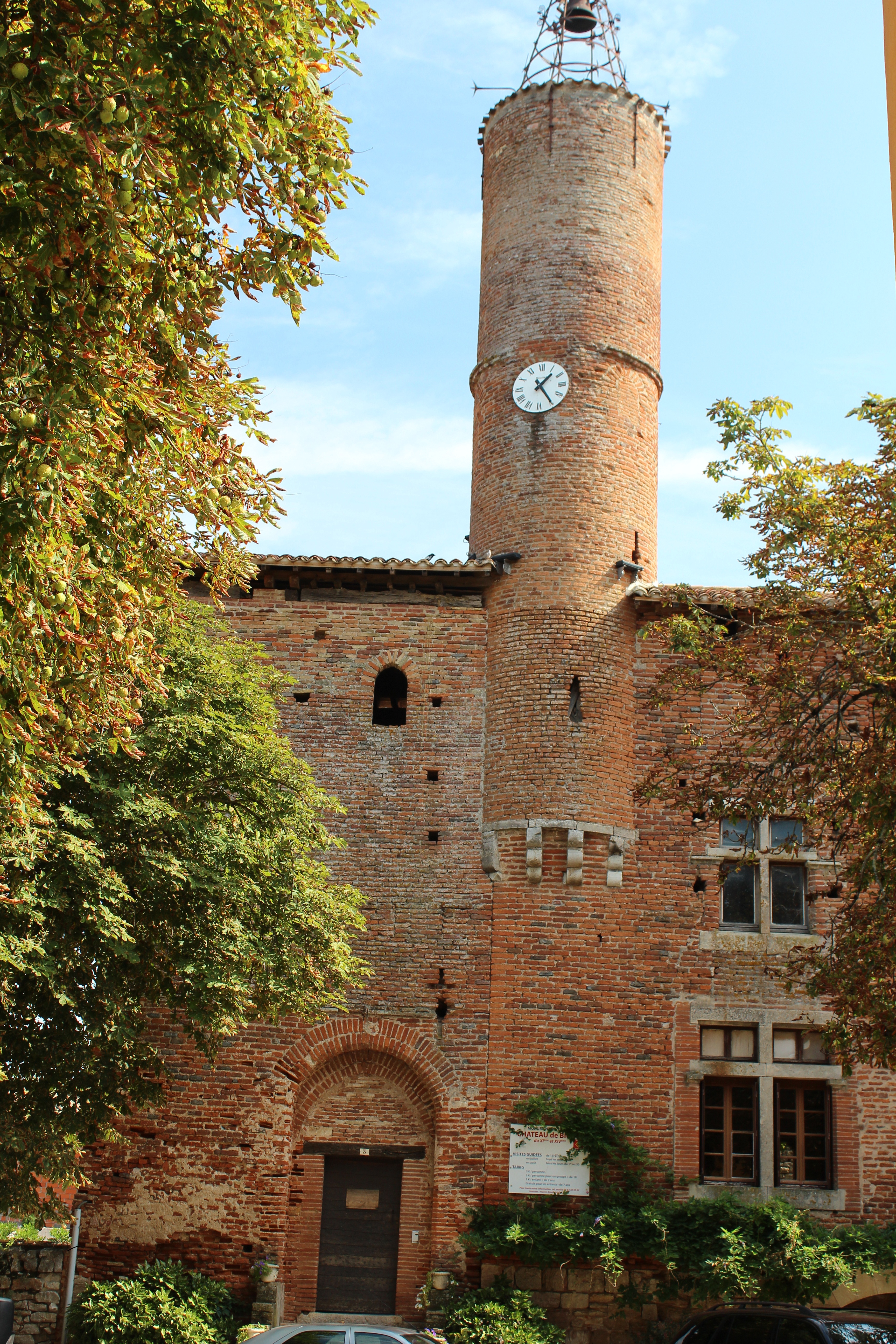
Château de Bioule.
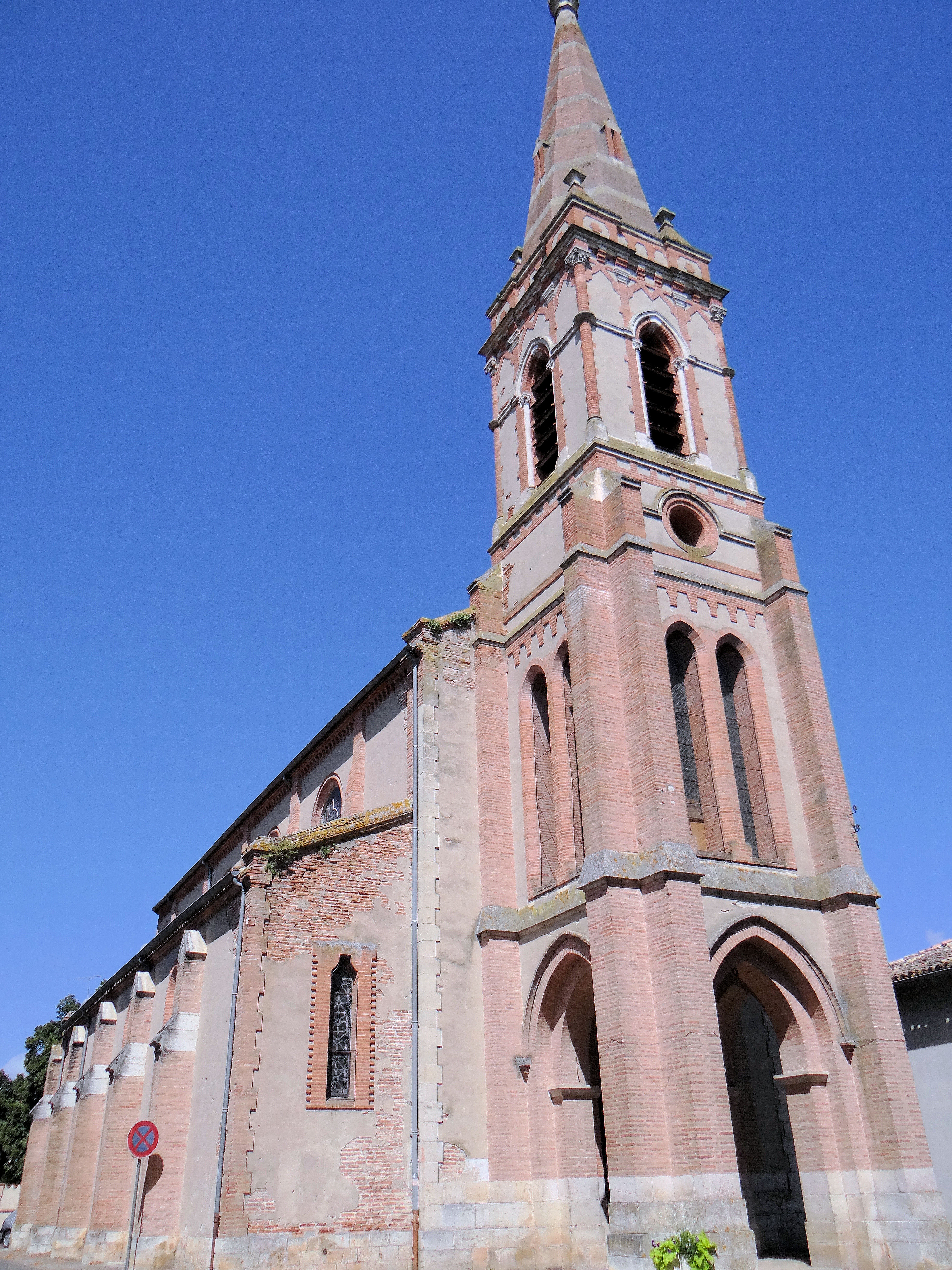
Église Saint-Pierre-et-Saint-Roch.
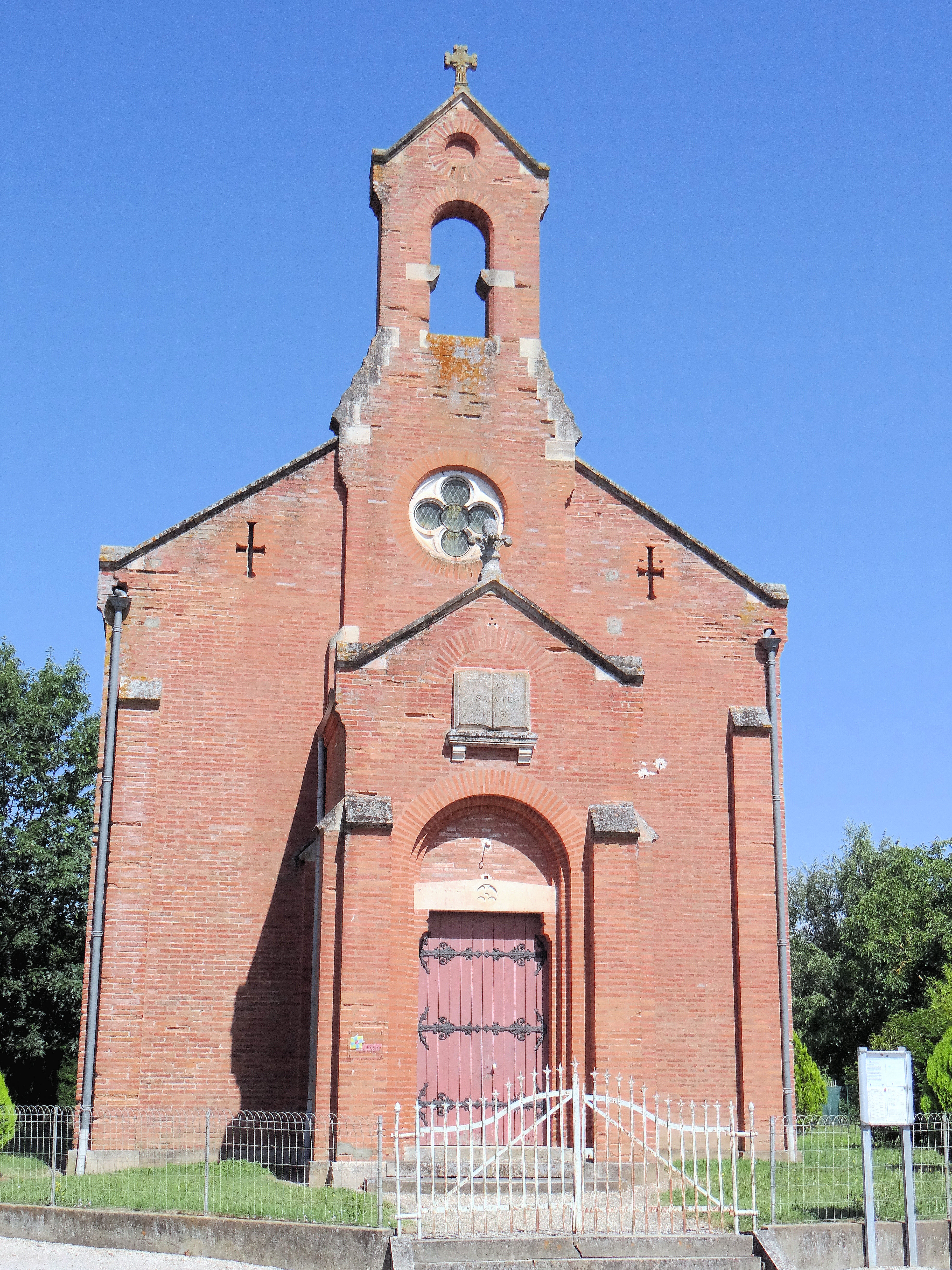
Temple de Bioule.

### Personnalités liées à la commune
- Famille de Cardaillac (Cardaillac).
- Famille Jouany
- Famille Denys

## Pour approfondir